# François-Frédéric Lemot
Pour les articles homonymes, voir Lemot.
François-Frédéric Lemot, né à Lyon le 4 novembre 1771 et mort à Paris le 6 mai 1827, est un sculpteur néo-classique français.
Il est l'auteur des bas-reliefs La Renommée embouchant sa trompette publie les grands évènements de la Révolution et L'Histoire écrit le mot République ornant la tribune de l'Assemblée nationale à Paris, ou encore du Monument à Louis XIV en bronze de la place Bellecour à Lyon.
Il est le créateur du domaine de la Garenne Lemot à Gétigné, Clisson et Cugand.

## Biographie

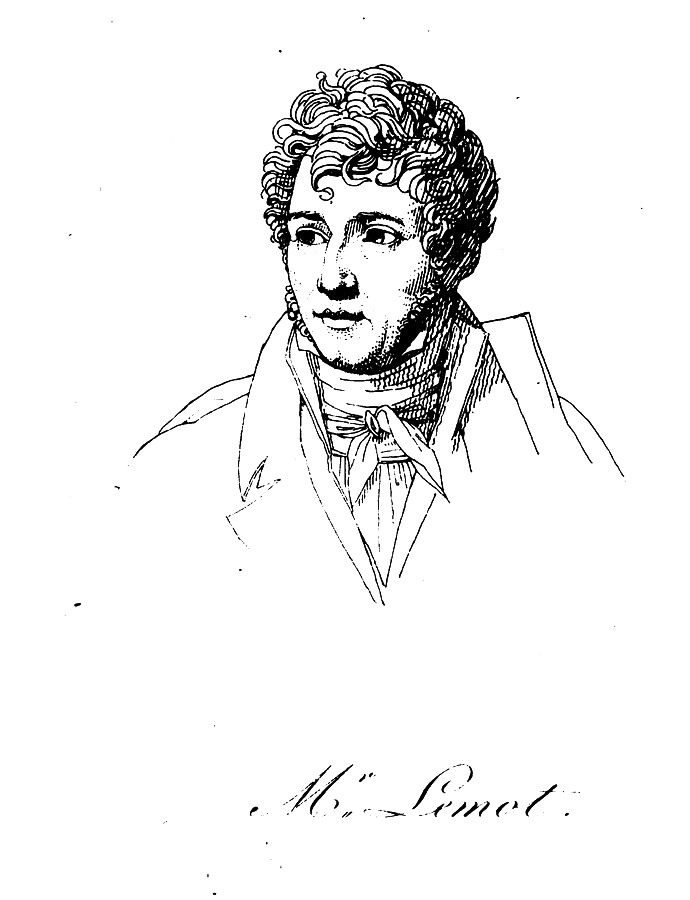
François Lemot, gravure de Jacques Marie Noël Frémy d'après le portrait peint par Louis-Andre-Gabriel Bouchet.

D’une aptitude peu commune pour le dessin, François-Frédéric Lemot est dès sa jeunesse encouragé par son père menuisier, Jacques-Frédéric Lemot, qui lui fait d’abord étudier le dessin à Besançon. À Paris, où il continue de se perfectionner auprès de M. Malhortie, il est remarqué en 1786 en train de croquer l’Hercule gaulois, statue de Puget au parc de Sceaux (Hauts-de-Seine) par deux sculpteurs, membres de l’Académie, Pierre Julien et Claude Dejoux, qui le prennent sous leur protection. Il entre dans la classe de Dejoux. Il produit des dessins pour les fabricants de papiers, de faïenciers, de tentures. En 1790, il est jugé apte à concourir au prix de l'Académie royale en sculpture, qu’il remporte avec un bas-relief sur le thème du Jugement de Salomon. Il est présenté à la reine Marie-Antoinette qui le pensionne, et il peut partir pour Rome. L'Académie de France à Rome n'est pas encore installée à la villa Médicis, elle occupe un palais de la via del Corso, le palais Mancini. Il y reste trois années, c'est-à-dire jusqu’aux événements de la Terreur, car l'hostilité des Romains à l'égard des Français après l'exécution de Louis XVI écourte son séjour. Arrivé à Paris pour chercher le moyen de continuer ses études, il est surpris par une réquisition et doit rejoindre l'armée du Rhin. Deux ans plus tard, en 1795, il est appelé dans la capitale par la Convention à concourir pour une statue du Peuple français, imaginée par David, cette œuvre ne sera jamais exécutée. Cependant les commandes commencent à affluer pour des réalisations généralement monumentales et de style néo-classique voulues par les nouveaux maîtres du pays.
On lui doit la "statue de la Liberté", implantée sur la place de la Révolution en 1793 et retirée en 1800.

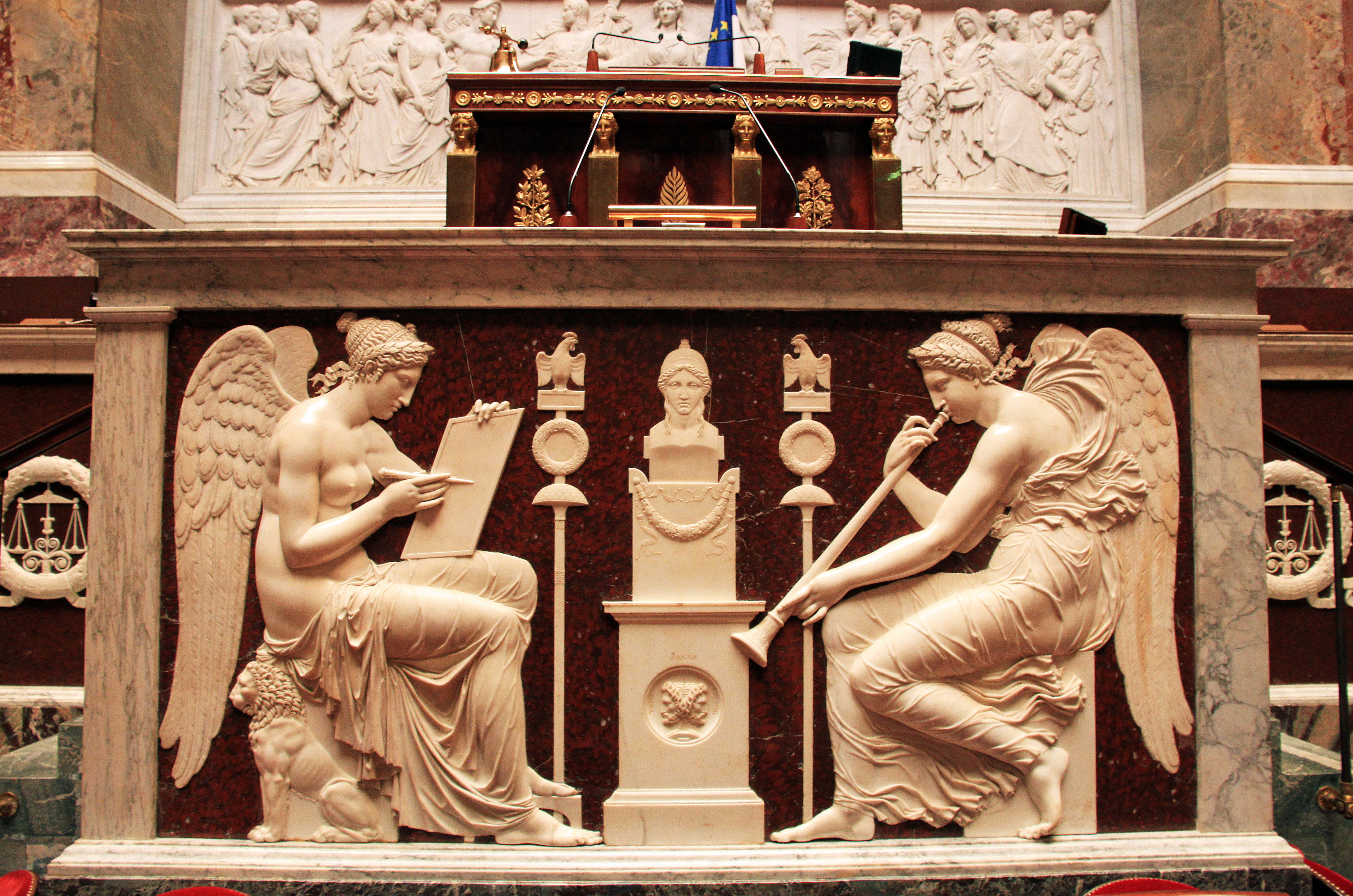
La Renommée embouchant sa trompette publie les grands évènements de la Révolution et l'Histoire écrit le mot République (1798), Paris, palais Bourbon, hémicycle de l'Assemblée nationale.

Il conçoit une statue de Léonidas aux Thermopyles (Chambre de délibération des Pairs, palais du Luxembourg à Paris).Pour le Conseil des Cinq-Cents, il réalise les statues de Lycurgue méditant sur les lois de Sparte, de Numa Pompilius et de Brutus, ainsi que les bas-reliefs en marbre de la tribune : La Renommée embouchant sa trompette publie les grands évènements de la Révolution et l'Histoire écrit le mot République (1798).
En 1801, Bonaparte lui achète une Bacchante en marbre qu’il avait mise en exposition. En 1804, il place dans l’ancienne salle du Tribunat, un Cicéron s’apprêtant à dénoncer la Conjuration de Catilina devant le Sénat. Cette statue haute de 2,25 m, qui voisine alors avec celle de Démosthène de Le Sueur, est conservée au palais du Louvre.
En 1805, Napoléon qui l’apprécie lui demande un buste colossal de Jean Bart pour la place d’armes de Dunkerque. La même année, il succède à Pajou dans la classe des Beaux-Arts. Cinq ans plus tard, une fois élu membre de l'Académie des beaux-arts de l'Institut de France, il remplaceChaudet comme professeur à partir du 8 septembre 1810. Jean-Jacques Pradier lui succède en 1828. Parmi ses  élèves se trouve Denis Foyatier.
En 1808, il exécute le char doré destiné à l’arc de triomphe du Carrousel pour accompagner les Chevaux de Saint-Marc de Venise, avec deux figures de La Victoire et de La Paix. Il sculpte également un Napoléon en triomphateur qui prend place sur le char, mais que Napoléon ordonnera de déposer.
La même année, au palais du Louvre, le bas-relief mesurant 4 × 22 m représente Minerve entourée des muses de la Victoire, il couronne le buste de Napoléon ornant le fronton de la façade de la colonnade. Cet ouvrage qui lui vaut le grand prix décennal est considéré comme son chef-d’œuvre. Au Salon de 1811, il expose une statue de Murat, alors roi de Naples. L'année suivante, en demi-nature, Hébé versant le nectar à Jupiter transformé en aigle, et une allégorie : La Rêverie (femme allongée).
Au retour des Bourbons, il est choisi pour l’exécution d’une nouvelle statue équestre en bronze du roi Henri IV qu’il livre le 14 août 1818, et qui est inaugurée le 25 sur le Pont-Neuf,. Le 16 novembre 1816, il est nommé chevalier de l’ordre de Saint-Louis.
En 1822, à la demande de son ami Charles-Louis-Fleury Panckoucke, il réalise le buste en marbre de Charles-Joseph Panckoucke, éditeur de l’Encyclopédie de Diderot et d’Alembert, dans le plus pur style néo-classique.
C’est naturellement que la ville de Lyon choisit ce sculpteur, né en ses murs, pour remplacer la statue équestre de Louis XIV, œuvre de Martin Desjardins, renversée sous la Révolution. Ce Monument à Louis XIV est son dernier chef-d’œuvre. Il est inauguré le 6 novembre 1825 sur la place Bellecour,.  La dernière œuvre à laquelle il travaille est une statue colossale d’Apollon, que la mort ne lui permet pas d’achever.
Le 6 mai 1827, il meurt, laissant une veuve, une fille aînée et un fils.

## Publications
- Voyage pittoresque dans le bocage de la Vendée, ou Vues de Clisson et de ses environs, dessinées et publiées par C. Thienon. On y a joint une Notice historique sur la ville et le château de Clisson, Paris, 1817 (en ligne).
- François-Frédéric Lemot, Notice historique sur la ville et le château de Clisson, Paris, 1812 ; rééd. sous le titre Histoire de Clisson, Paris, 1990  (ISBN 2-87760-361-X).

Œuvres de François-Frédéric Lemot
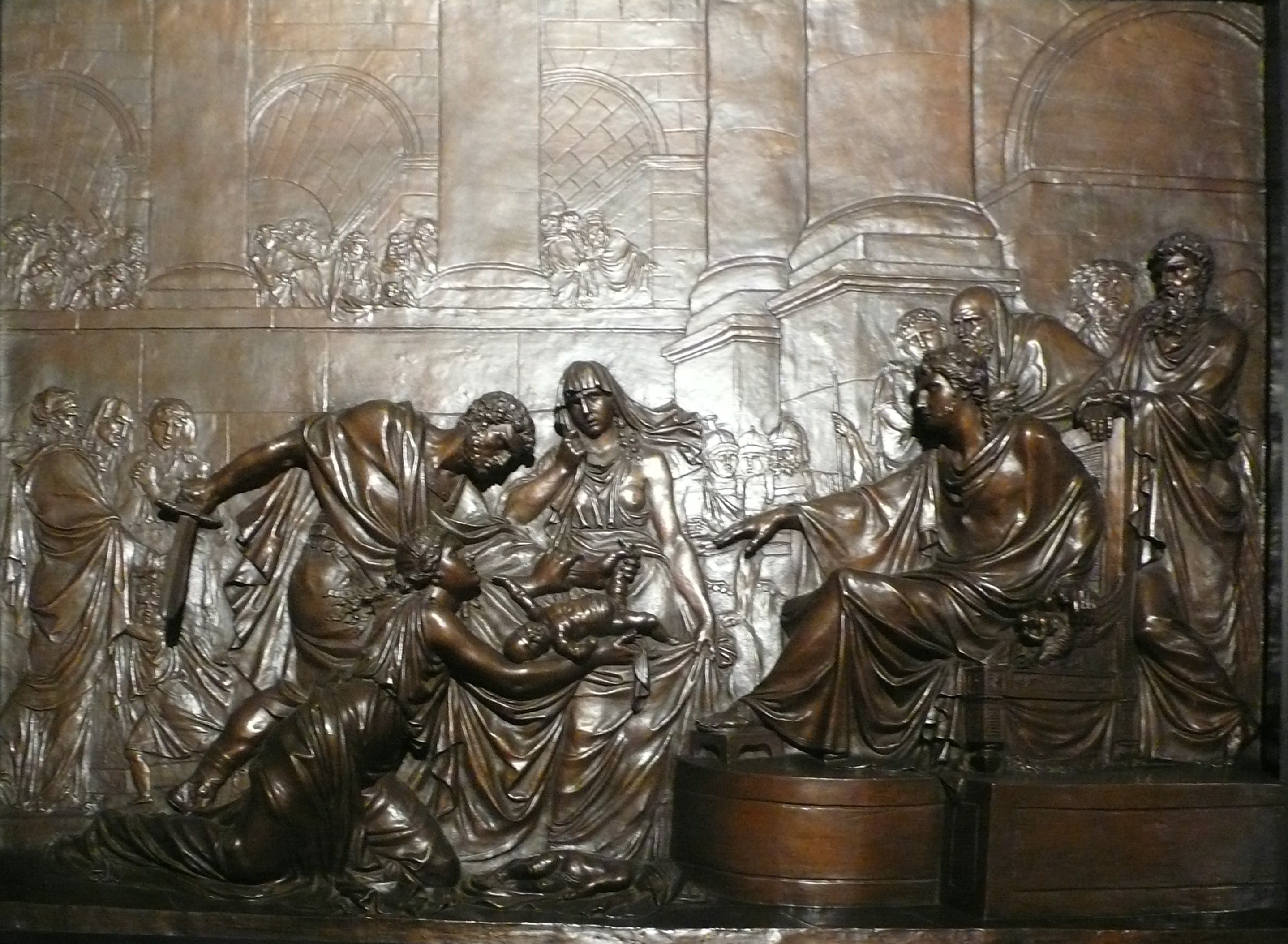
Le Jugement de Salomon (1790), Gétigné, Domaine de la Garenne-Lemot.
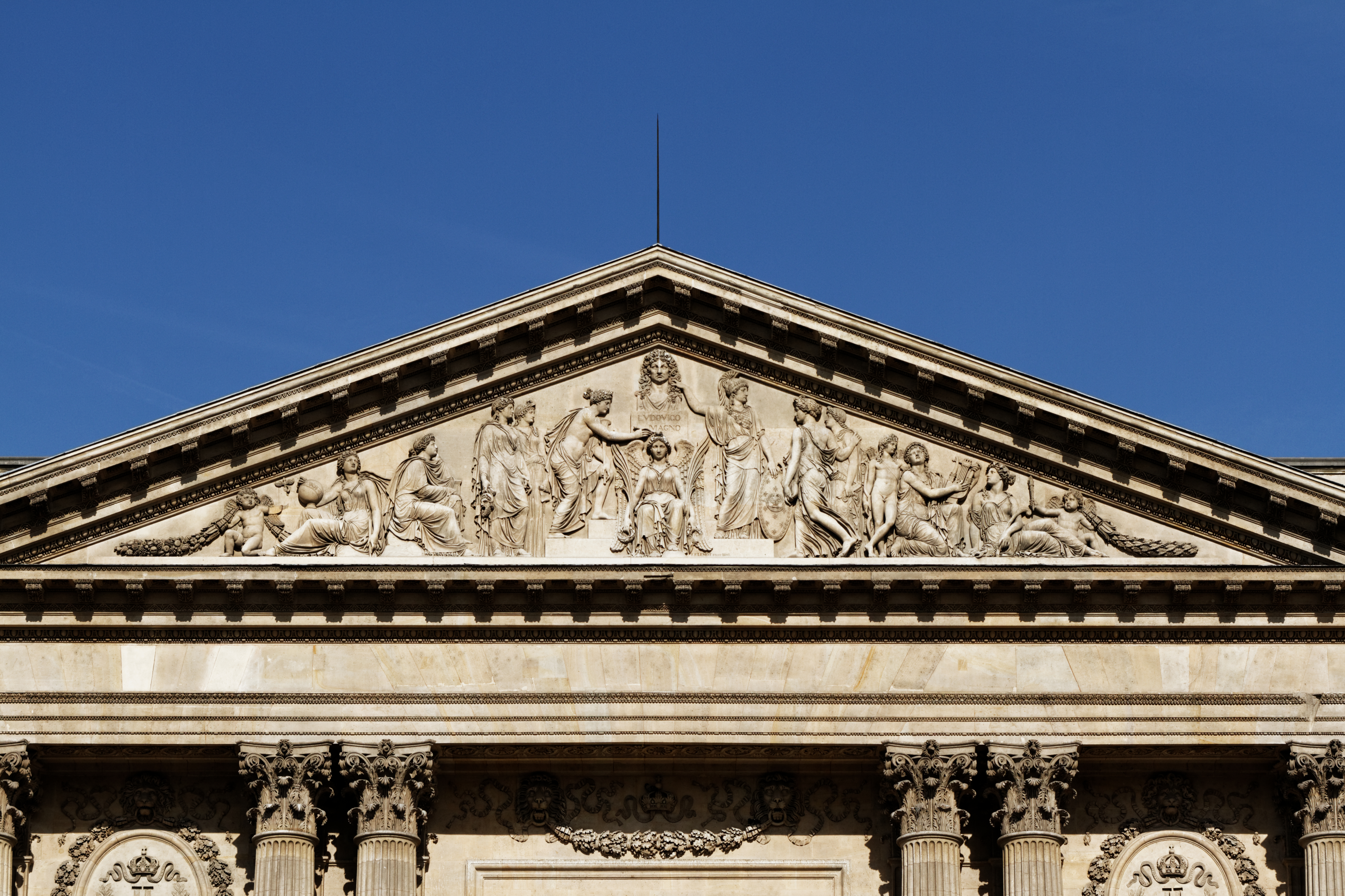
Minerve entourée des muses de la Victoire, couronne le buste de Napoléon (1808), bas-relief du fronton de la colonnade du palais du Louvre à Paris. Le buste de Napoléon Ier a été remplacé par celui de Louis XIV sous la Restauration.
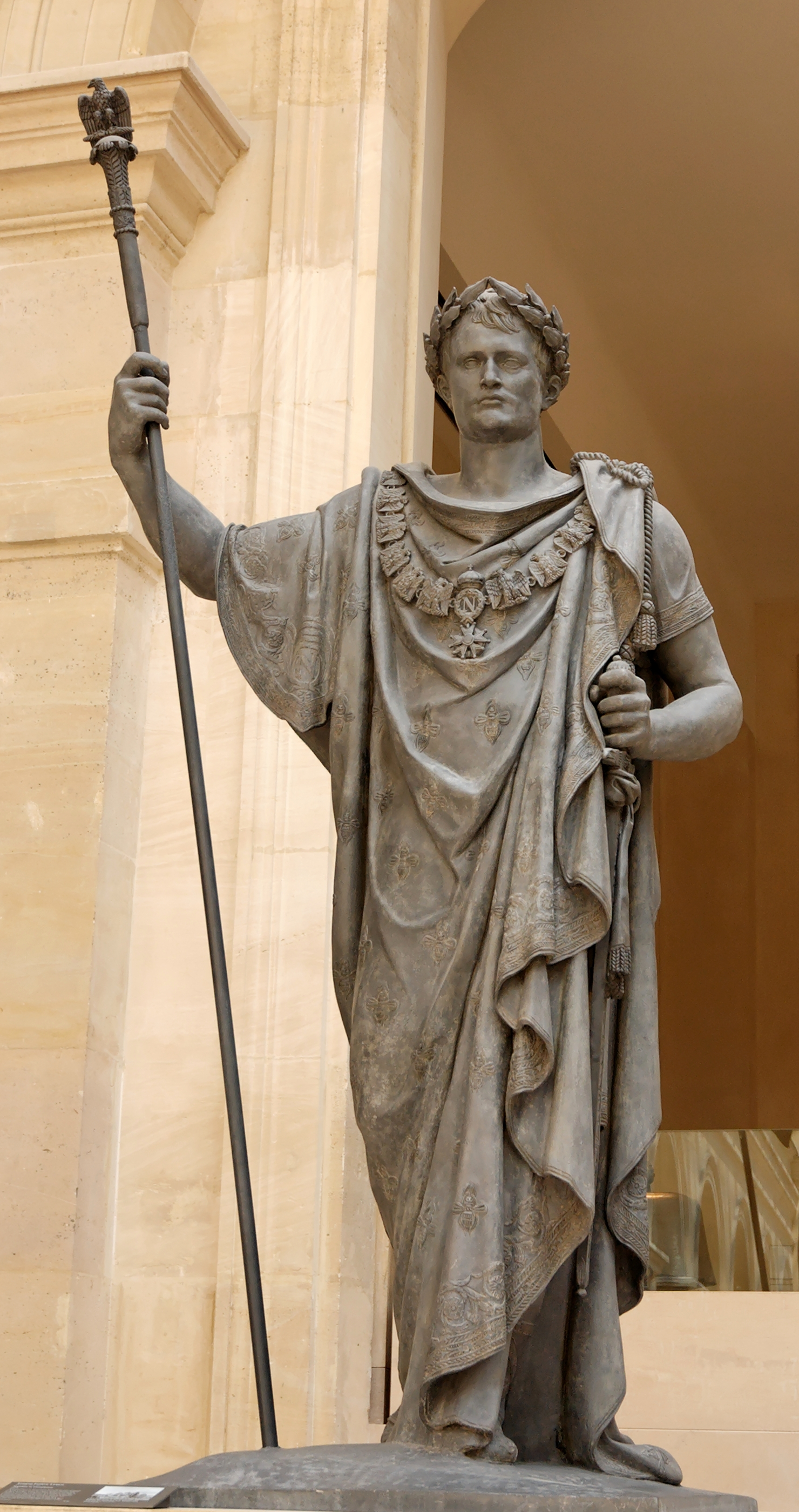
Napoléon en triomphateur (1808), Paris, musée du Louvre.
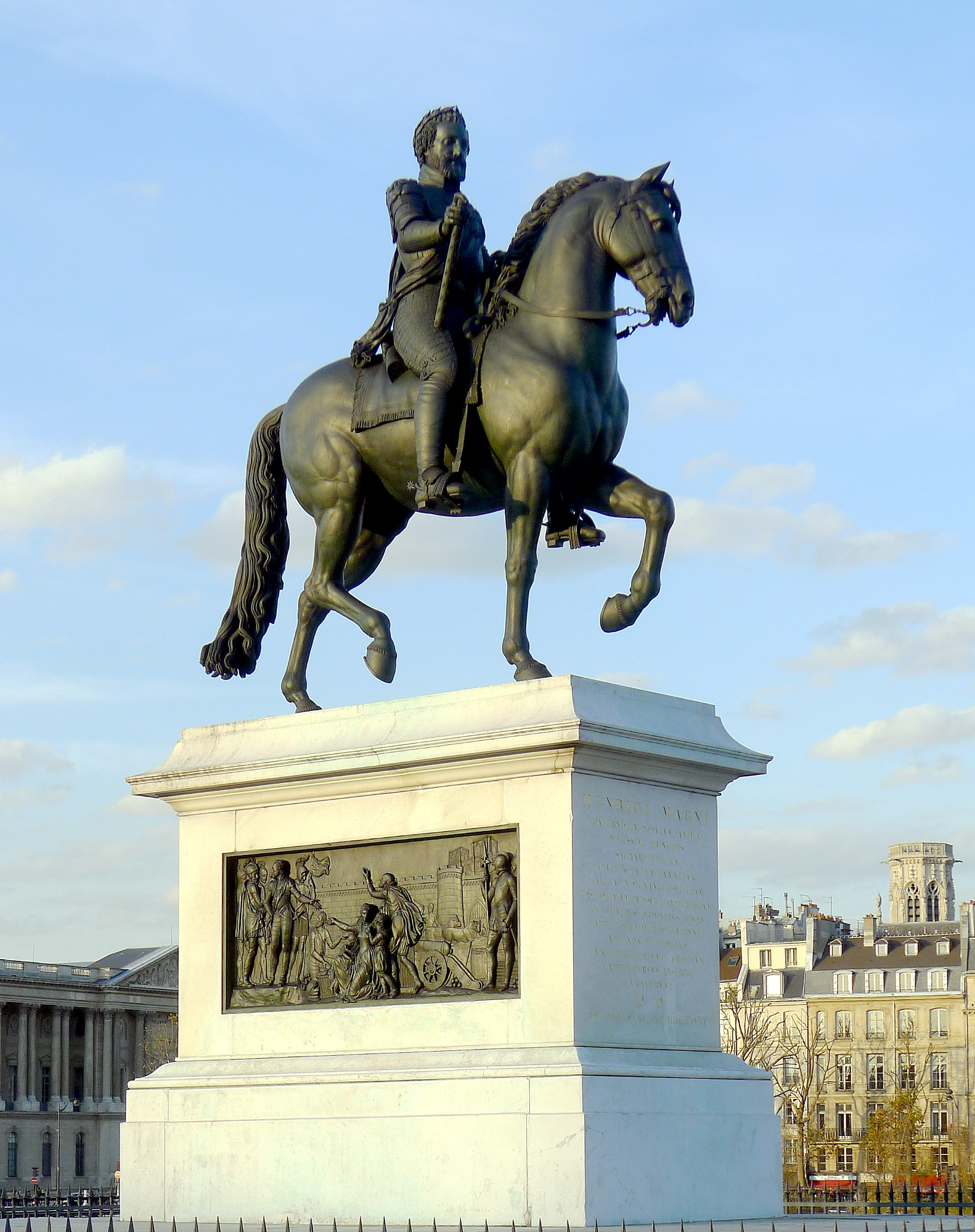
Monument à Henri IV (1818), Paris, Pont Neuf.
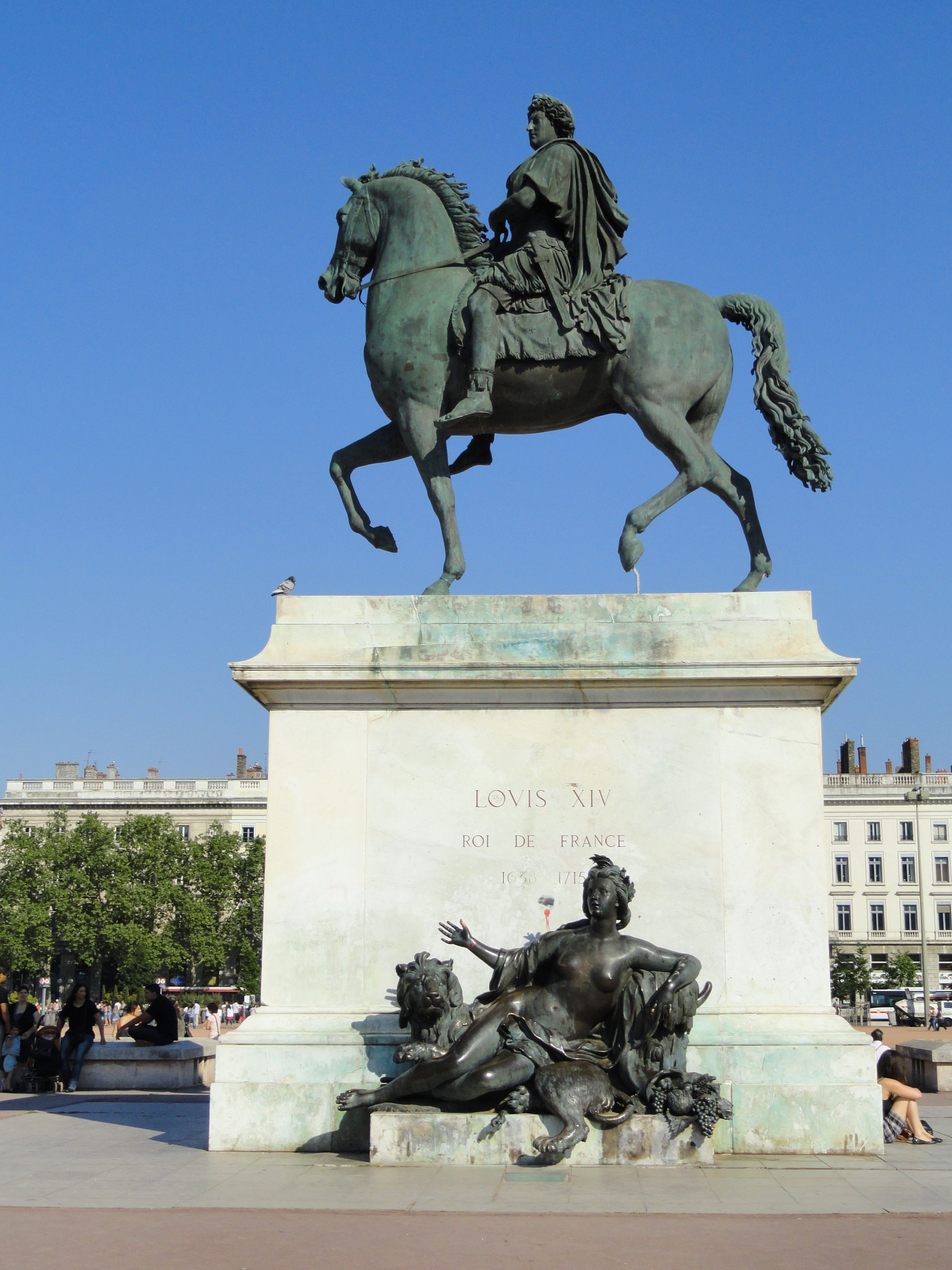
Monument à Louis XIV (1825), Lyon, place Bellecour.
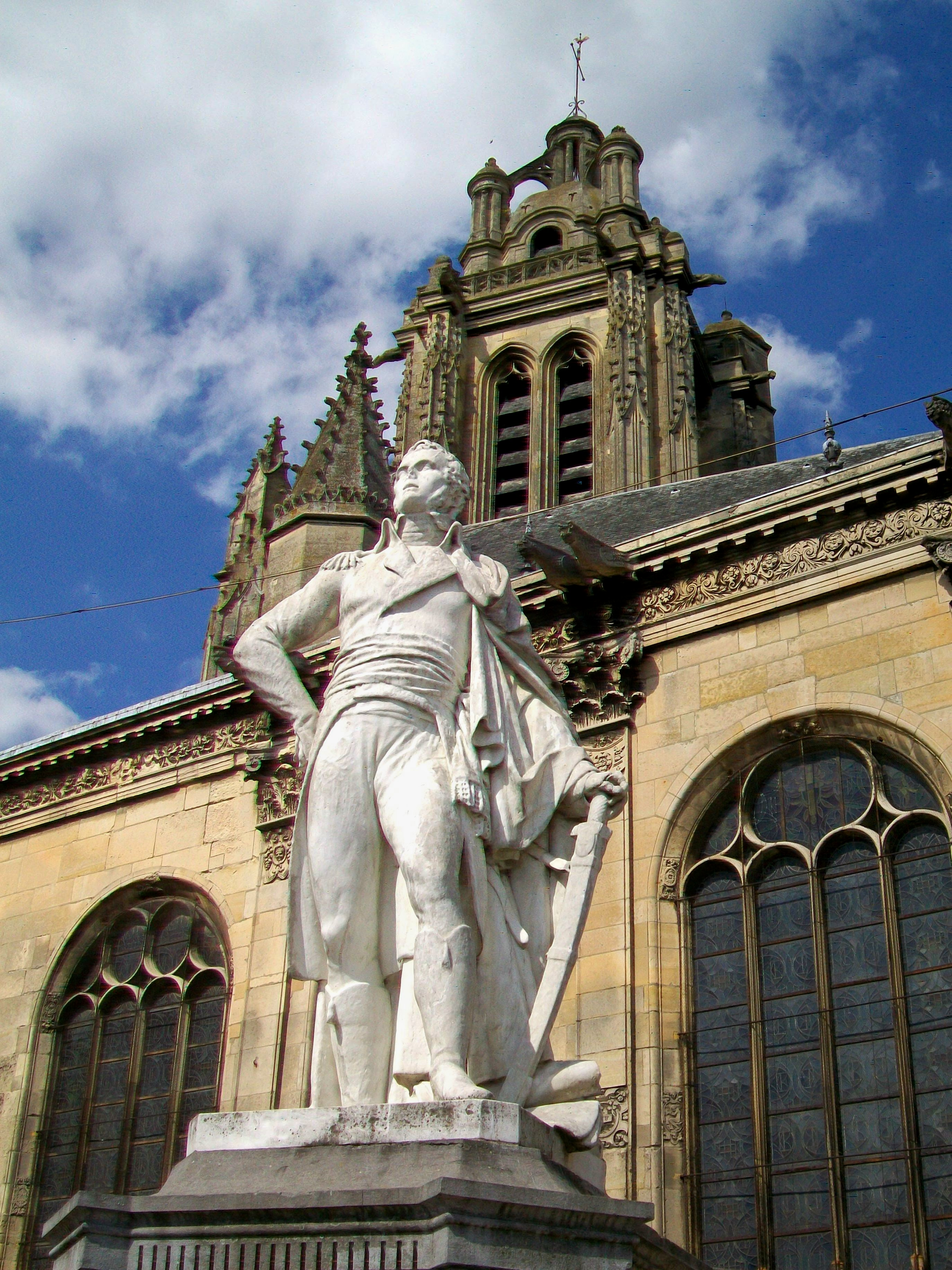
Détail du Monument au général Charles Victoire Emmanuel Leclerc (1869), Pontoise, rue de l'Hôtel-de-Ville.

## Le domaine de la Garenne-Lemot
Son œuvre la moins connue, mais à laquelle il consacre beaucoup de soin et de passion, est la réalisation de la Tibur de ses rêves, la Garenne Lemot, sur une propriété achetée en 1805 à Gétigné, Clisson et Cugand dans les environs de Nantes, terres de l’ancien château en ruines de Clisson qui s’étendent jusqu’à Gétigné et qu’il contribue à relever et à embellir dans le goût italianisant. Une région au sujet de laquelle il écrit un ouvrage anonyme : Voyage pittoresque dans le bocage de la Vendée. Ces lieux étaient d’abord chers à son vieil ami François Cacault qu’il avait connu comme ambassadeur au cours de son séjour italien, celui-ci l’avait protégé pendant les événements anti-Français.
Sa dépouille mortelle est transportée vers son domaine, il est inhumé dans le temple de l'Amitié au cimetière Saint-Gilles à Clisson, qu’il avait lui-même édifié en hommage aux frères Cacault.

Vues du domaine de la Garenne-Lemot
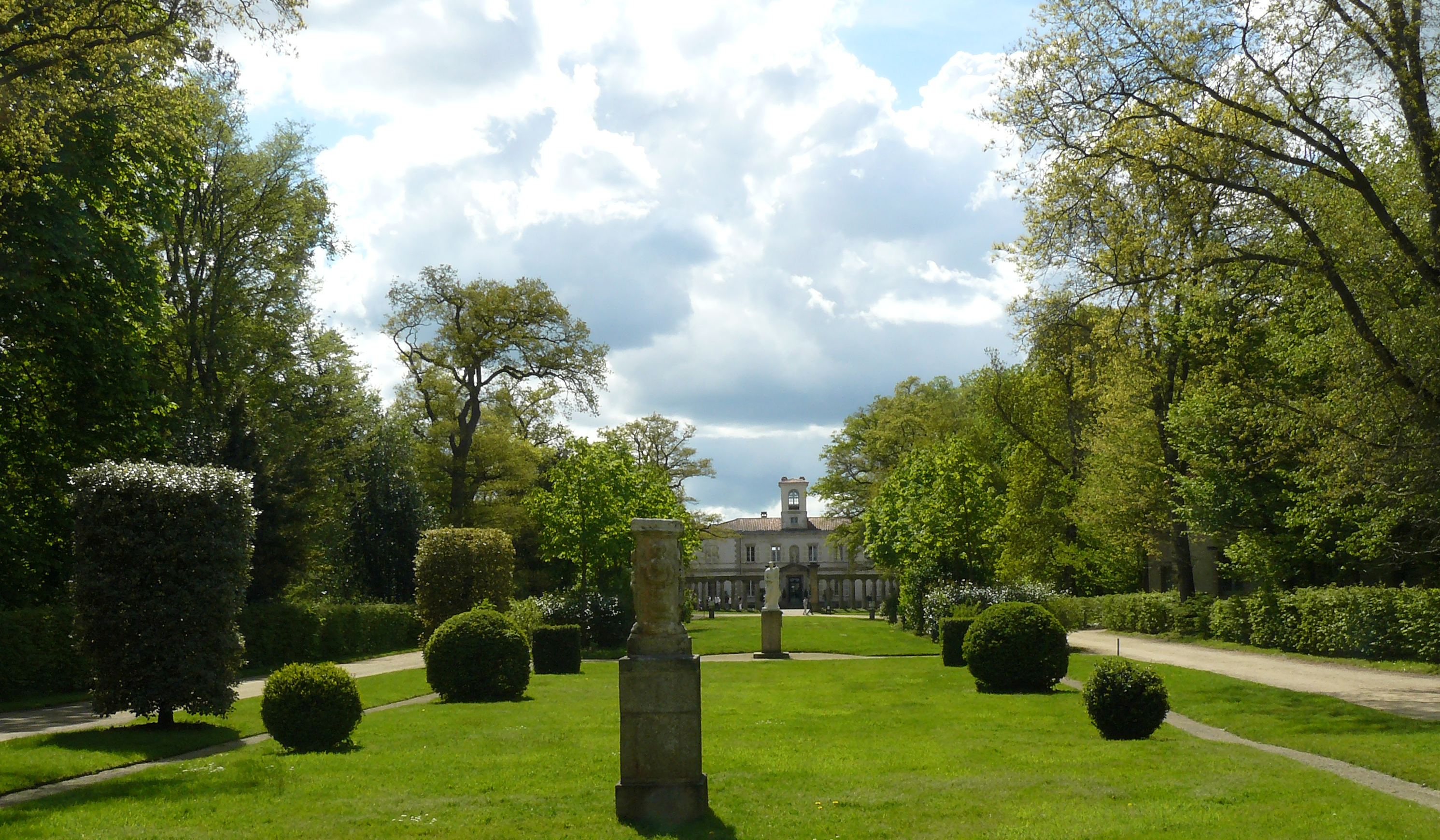
Allée d'accès à la villa Lemot.
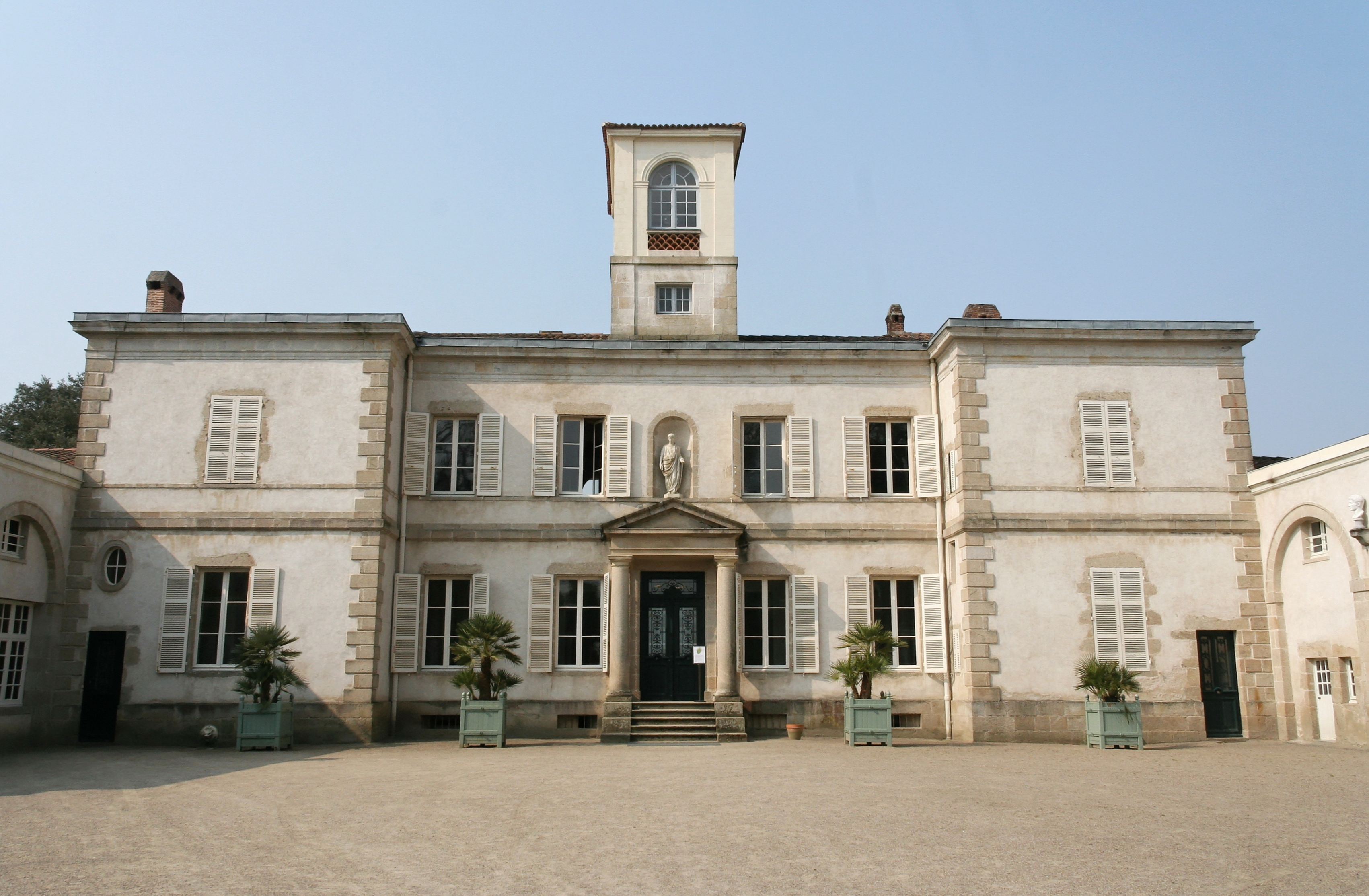
Façade de la villa.
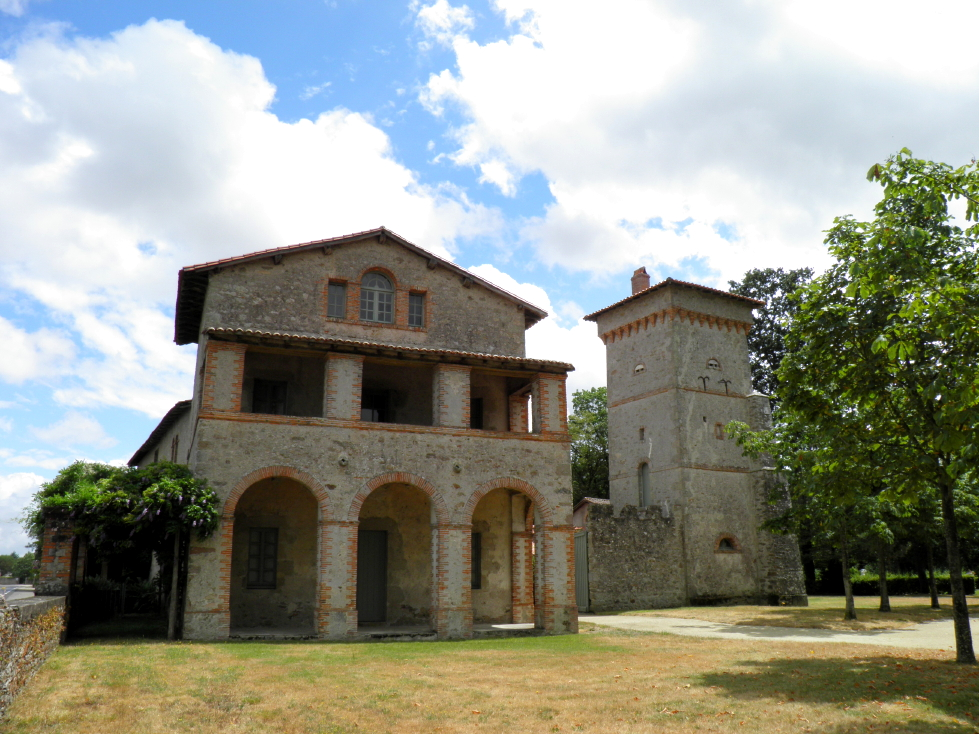
Maison du jardinier.
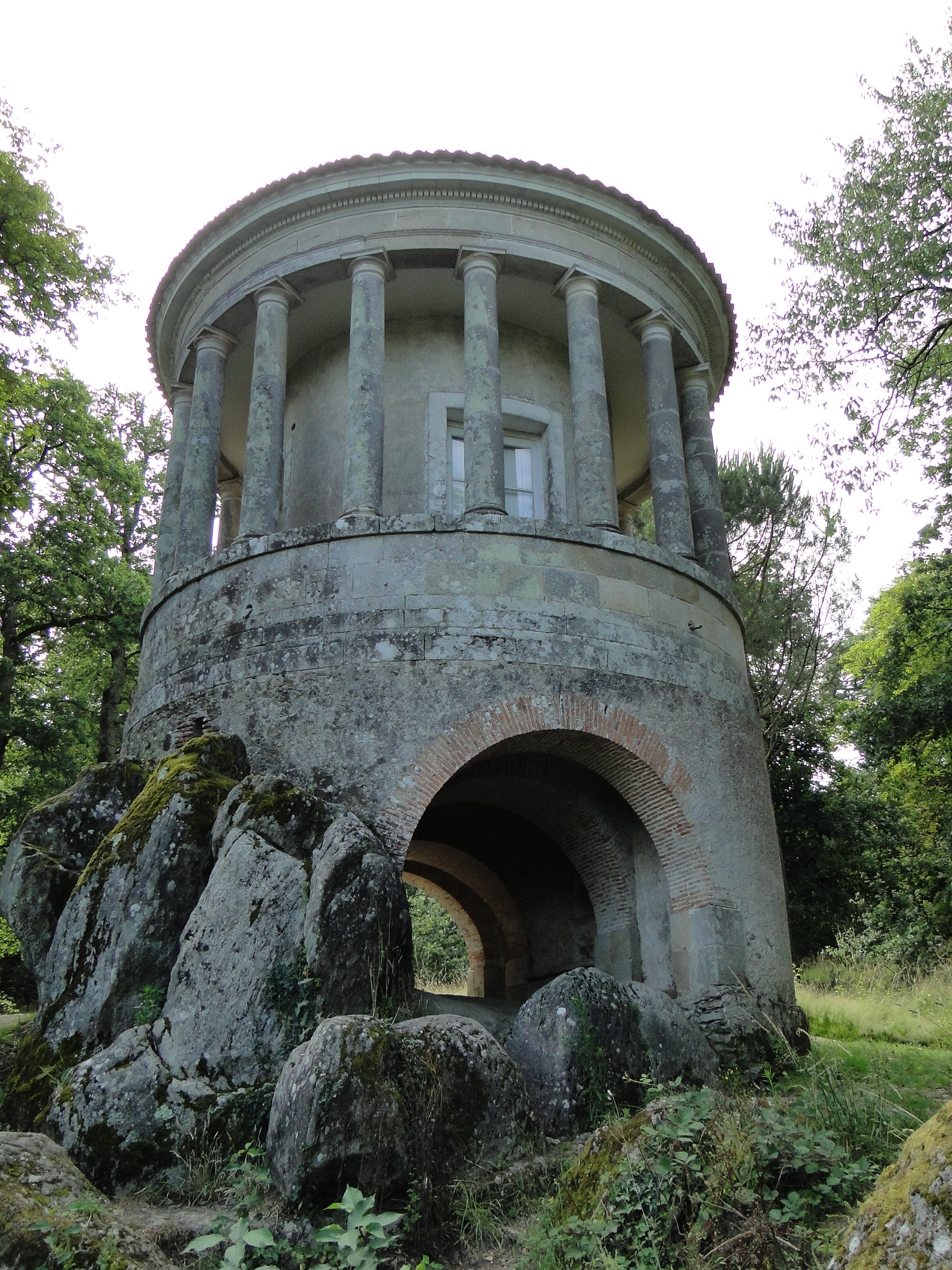
Temple de Vesta.

## Élèves
- Maurice Béguin
- Jean-Baptiste Maire

## Distinctions
- Prix de l'Académie royale ou prix de Rome en 1790[13]
- Chevalier de la Légion d'honneur, le 18 février 1815[14]

## Hommages

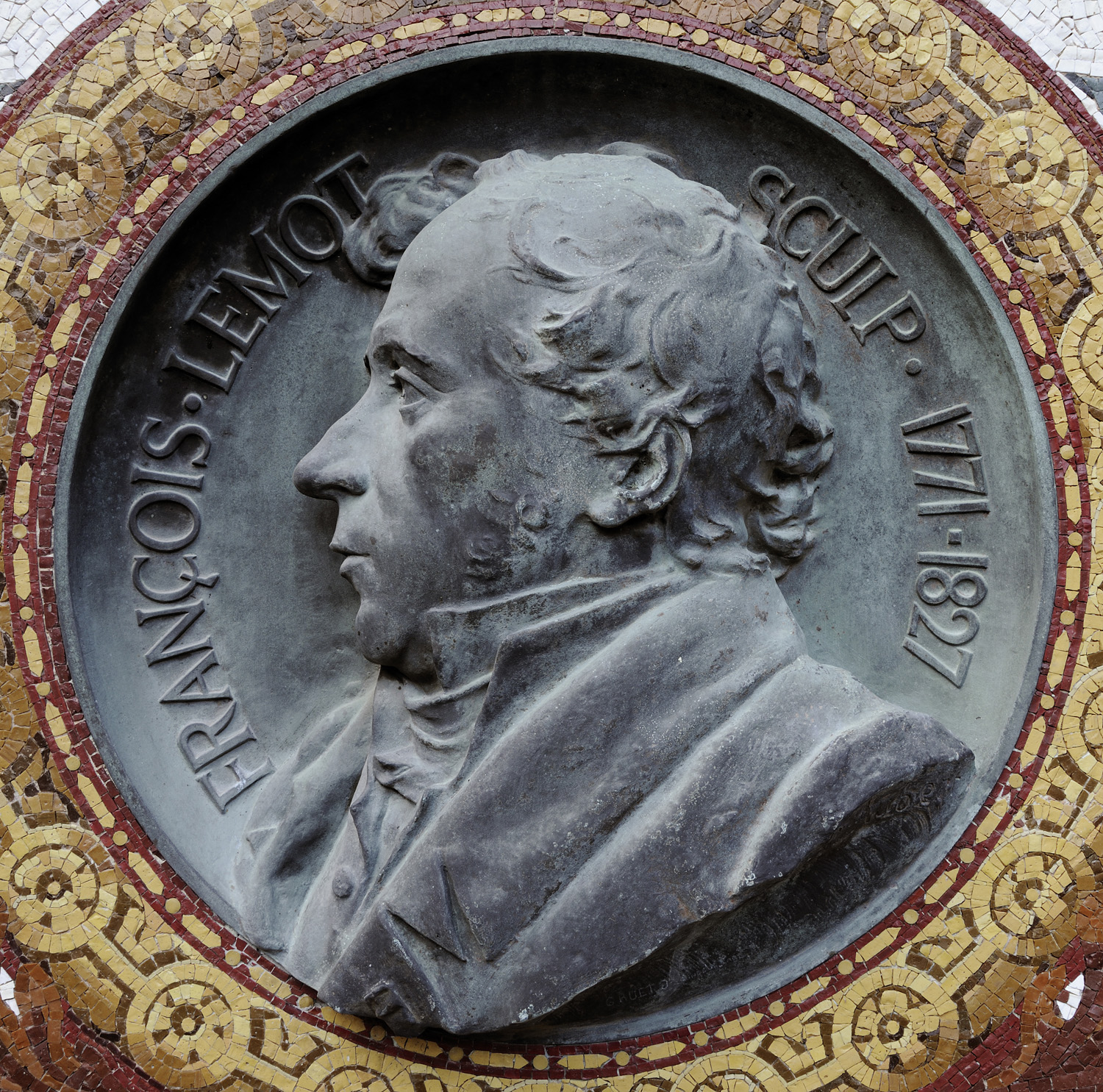
Pierre Aubert, François-Frédéric Lemot, médaillon en bronze, musée des Beaux-Arts de Lyon.

- Le domaine de la Garenne Lemot, parc pittoresque, Gétigné (jouxtant Clisson).
- La rue Lemot, sur les pentes de la Croix-Rousse, dans le 1er arrondissement de Lyon.
- Quelques places et passages portent son nom à Gétigné et à Clisson.